# آزمایشگاه تحقیقات نیروی دریایی ایالات متحده

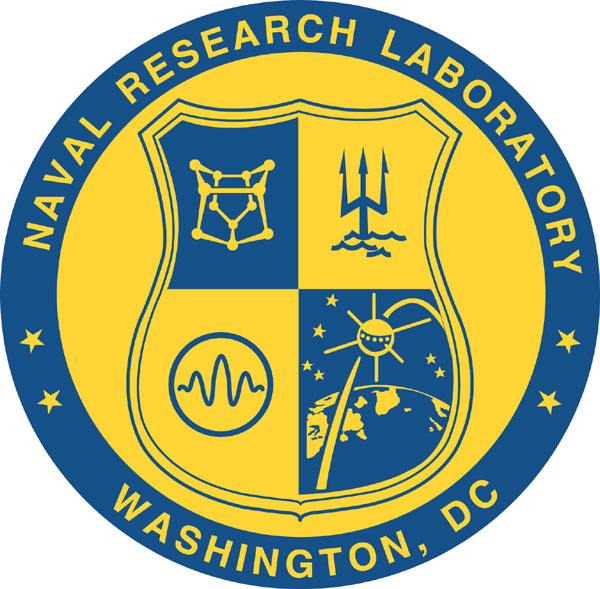
مهر آزمایشگاه تحقیقات نیروی دریایی تا قبل از سال ۲۰۱۶

آزمایشگاه تحقیقات نیروی دریایی ایالات متحده (NRL)، آزمایشگاه تحقیقاتی شرکت‌های دریایی آمریکا و سپاه تفنگداران دریایی آمریکا است. اساس کار این مرکز بر روی تحقیقات علمی، تحقیقات کاربردی، توسعه فناوری و نمونه سازی می‌باشد. تخصص‌های آزمایشگاه شامل فیزیک پلاسما، فیزیک فضایی، علم مواد و جنگ الکترونیکی تاکتیکی است. NRL یکی از اولین آزمایشگاه‌های تحقیق و توسعه علمی دولت آمریکا است که در سال ۱۹۲۳ به تحریک توماس ادیسون افتتاح شد و هم‌اکنون تحت نظر دفتر تحقیقات دریایی است. فعالیت صندوق سرمایه NRL در گردش نیروی دریایی است و کلیه هزینه‌ها از جمله سربار، از طریق پروژه‌های تحقیقاتی با حمایت مالی حامیان مالیات تأمین می‌شود. هزینه‌های تحقیقاتی NRL تقریباً ۱ میلیارد دلار در سال است.

## تحقیق و پژوهش

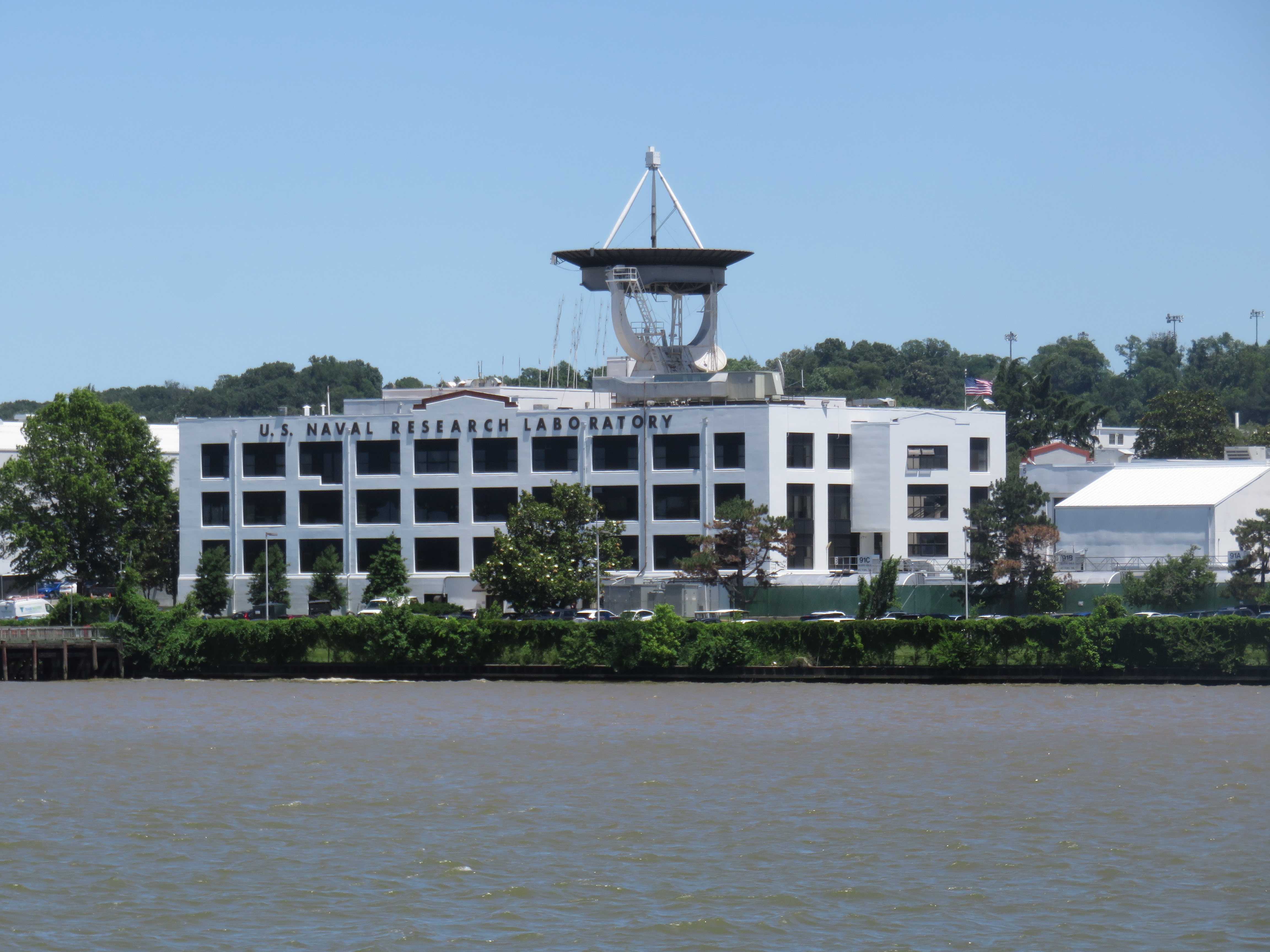
بخشی از پردیس اصلی آزمایشگاه تحقیقات دریایی در واشینگتن دی سی. ظرف برجسته ماهواره ای اغلب به عنوان نمادی از آزمایشگاه استفاده می‌شود.

آزمایشگاه تحقیقات نیروی دریایی انواع تحقیقات اساسی و علمی و توسعه فناوری را انجام می‌دهد، که از اهمیت زیادی برای نیروی دریایی برخوردار است. این آزمایشگاه دارای تاریخچه پیشرفت‌های علمی و دستاوردهای فناوری است که از زمان تأسیس آن در سال ۱۹۲۳ آغاز شده‌است. در برخی موارد، مشارکت آزمایشگاه در فناوری نظامی دهه‌ها پس از استفاده گسترده از این فناوری‌ها، از طبقه‌بندی خارج شده‌است. در سال ۲۰۱۱، محققان این آزمایشگاه، ۱۳۹۸ مقاله علمی و فنی طبقه‌بندی نشده، فصل‌های کتاب و مقالات کنفرانس را منتشر کردند. در سال ۲۰۰۸، NRL در میان موسسات آمریکایی دارای حق ثبت اختراع مربوط به فناوری نانو در رتبه سوم و پشت سر IBM و دانشگاه کالیفرنیا قرار گرفت.
- سنسورهای پیشرفته رادیویی، نوری و مادون قرمز
- سیستم‌های خودمختار
- علوم کامپیوتر، علوم شناختی و هوش مصنوعی
- فناوری انرژی هدایت شده
- فناوری دستگاه الکترو نوری الکترونیکی
- جنگ الکترونیک
- قابلیت نگهداری، قابلیت اطمینان و بقای پیشرفته
- اثرات زیست‌محیطی بر سیستم‌های دریایی
- تعامل انسان و ربات
- تحقیقات و سیستم‌های تصویربرداری
- فناوری اطلاعات
- علوم زمین‌شناسی
- مواد
- هواشناسی
- آکوستیک اقیانوس
- اقیانوس‌شناسی
- سیستم‌های فضایی و فناوری
- فناوری نظارت و حسگر
- فناوری زیر دریا

در سال ۲۰۱۴، NRL در حال تحقیق بود: زره پوش مهمات در حمل و نقل، لیزرهای پرقدرت، تشخیص مواد منفجره از راه دور، اسپینترونیک‌ها، پویایی مخلوط‌های گاز منفجره، فناوری ریل سلاح الکترومغناطیسی، تشخیص مواد هسته ای پنهان، دستگاه‌های گرافن، قدرت بسیار بالا بسیار بالا فرکانس (۳۵–۲۲۰ تقویت کننده‌ها، لنزهای صوتی، نقشه‌برداری از خط ساحلی مداری غنی از اطلاعات، پیش‌بینی آب و هوای قطب شمال، تجزیه و تحلیل و پیش‌بینی آئروسل جهانی، پلاسمای با چگالی بالا، پالس‌های میلی ثانیه، لینک داده‌های لیزر باند پهن، مراکز عملیاتی مأموریت مجازی، فناوری باتری، بلورهای فوتونی، نانولوله کربنی الکترونیک، حسگرهای الکترونیکی، تشدیدکننده‌های نانو مکانیکی، سنسورهای شیمیایی حالت جامد، الکترونیک الکترونیکی آلی، رابط‌های عصبی-الکترونیکی و ساختارهای نانو خود مونتاژ شده.
این آزمایشگاه شامل طیف وسیعی از تجهیزات تحقیق و توسعه است. در سال ۲۰۱۴، ۵٬۰۰۰ فوت مربع (۴۶۰ متر مربع) از مؤسسه علوم نانو NRL شامل اتاق تمیز ساخت نانو کلاس ۱۰۰، آزمایشگاه اندازه‌گیری ساکت و بسیار ساکت و آزمایشگاه تحقیقات سیستمهای خودمختار (LASR) بود.